# Lukáš Mašek
Lukáš Mašek (Mladá Boleslav, 8 maggio 2004) è un calciatore ceco, attaccante del Mladá Boleslav.

## Carriera

### Club
Mašek è cresciuto nel settore giovanile dello Mladá Boleslav. Ha debuttato in prima squadra l'8 novembre 2020 nell'incontro di 1. liga perso 1-0 contro lo Slavia Praga ed ha segnato il suo primo gol il 19 ottobre 2022 in Pohár FAČR contro il Prostějov.
Nel gennaio del 2024 è stato ceduto in prestito per sei mesi al Chrudim in seconda divisione. Terminato il prestito rimane poi al Mlada Boleslav per la stagione 2024-2025, nella quale esordisce anche nelle competizioni UEFA per club, prendendo parte alla fase finale della Conference League.

### Nazionale
Ha giocato con le nazionali giovanili ceche Under-15, Under-16 ed Under-19.

## Statistiche

### Presenze e reti nei club
Statistiche aggiornate al 10 dicembre 2024.
| Stagione                | Squadra                 | Campionato              | Campionato | Campionato | Coppe nazionali | Coppe nazionali | Coppe nazionali | Coppe continentali | Coppe continentali | Coppe continentali | Altre coppe | Altre coppe | Altre coppe | Totale | Totale |
| Stagione                | Squadra                 | Comp                    | Pres       | Reti       | Comp            | Pres            | Reti            | Comp               | Pres               | Reti               | Comp        | Pres        | Reti        | Pres   | Reti   |
| ----------------------- | ----------------------- | ----------------------- | ---------- | ---------- | --------------- | --------------- | --------------- | ------------------ | ------------------ | ------------------ | ----------- | ----------- | ----------- | ------ | ------ |
| 2020-2021               | Mladá Boleslav B        | CFL                     | 1          | 1          | -               | -               | -               | -                  | -                  | -                  | -           | -           | -           | 1      | 1      |
| 2021-2022               | Mladá Boleslav B        | CFL                     | 6          | 7          | -               | -               | -               | -                  | -                  | -                  | -           | -           | -           | 6      | 7      |
| 2022-2023               | Mladá Boleslav B        | CFL                     | 7          | 5          | -               | -               | -               | -                  | -                  | -                  | -           | -           | -           | 7      | 5      |
| 2023-gen. 2024          | Mladá Boleslav B        | CFL                     | 4          | 2          | -               | -               | -               | -                  | -                  | -                  | -           | -           | -           | 4      | 2      |
| Totale Mladá Boleslav B | Totale Mladá Boleslav B | Totale Mladá Boleslav B | 18         | 15         |                 | -               | -               |                    | -                  | -                  |             | -           | -           | 18     | 15     |
| 2020-2021               | Mladá Boleslav          | 1L                      | 4          | 0          | CRC             | 1               | 0               | -                  | -                  | -                  | -           | -           | -           | 5      | 0      |
| 2021-2022               | Mladá Boleslav          | 1L                      | 22         | 0          | CRC             | 3               | 0               | -                  | -                  | -                  | -           | -           | -           | 25     | 0      |
| 2022-2023               | Mladá Boleslav          | 1L                      | 18         | 1          | CRC             | 1               | 1               | -                  | -                  | -                  | -           | -           | -           | 19     | 2      |
| 2023-gen. 2024          | Mladá Boleslav          | 1L                      | 7          | 0          | CRC             | 2               | 2               | -                  | -                  | -                  | -           | -           | -           | 9      | 2      |
| gen.-giu. 2024          | Chrudim                 | FNL                     | 14         | 6          | CRC             | 0               | 0               | -                  | -                  | -                  | -           | -           | -           | 14     | 6      |
| 2024-2025               | Mladá Boleslav          | 1L                      | 8          | 3          | CRC             | 0               | 0               | UECL               | 7                  | 0                  | -           | -           | -           | 15     | 3      |
| Totale Mladá Boleslav   | Totale Mladá Boleslav   | Totale Mladá Boleslav   | 59         | 4          |                 | 7               | 3               |                    | 7                  | 0                  |             | -           | -           | 73     | 7      |
| Totale carriera         | Totale carriera         | Totale carriera         | 91         | 25         |                 | 7               | 3               |                    | 7                  | 0                  |             | -           | -           | 105    | 28     |